# Divisiones Regionales
Divisiones Regionales, oder auch Regionalligen, sind die Ligen in den untersten Ebenen des spanischen Ligasystems im Fußball. Die Divisiones Regionales sind unter der fünftklassigen Tercera Federación angesiedelt. Die einzelnen Ligen sind in Gruppen aufgeteilt, die von den 17 Autonomen Gemeinschaften sowie den beiden autonomen Städten Ceuta und Melilla organisiert werden.
| Autonomen Gemeinschaft       | Autonomen Gemeinschaft                | 6. Liga                                                                                                  | 7. Liga                                              | 8. Liga                                  | 9. Liga                                  | 10. Liga                       |
| ---------------------------- | ------------------------------------- | --- | ---------------------------------------------------- | ---------------------------------------- | ---------------------------------------- | ------------------------------ |
| Galicien                     | Galicien                              | Preferente Autonómica (2 Gruppen: Nord und Süd)                                                          | Primera Autonómica (4 Gruppen)                       | Segunda Autonómica (11 Gruppen)          | Tercera Autonómica (21 Gruppen)          |                                |
| Asturien                     | Asturien                              | Regional Preferente (1 Gruppe)                                                                           | Primera Regional (2 Gruppen)                         | Segunda Regional (3 Gruppen)             |                                          |                                |
| Kantabrien                   | Kantabrien                            | Regional Preferente                                                                                      | Primera Regional                                     | Segunda Regional                         |                                          |                                |
| Baskenland                   |                                       | |                                                      |                                          |                                          |                                |
| Bizkaia                      | División de Honor                     | Territorial Preferente                                                                                   | Territorial Primera División (2 Gruppen)             | Territorial Segunda División (2 Gruppen) | Territorial Tercera División (3 Gruppen) |                                |
| Álava                        | Regional Preferente                   | Primera División Territorial                                                                             |                                                      |                                          |                                          |                                |
| Gipuzkoa                     | División de Honor Regional            | Regional Preferente (2 Gruppen)                                                                          | Primera Regional (6 Gruppen)                         |                                          |                                          |                                |
| Katalonien                   | Katalonien                            | Primera Catalana (2 Gruppen)                                                                             | Segunda Catalana (6 Gruppen)                         | Tercera Catalana (17 Gruppen)            | Cuarta Catalana (~30 Gruppen)            |                                |
| Valencianische Gemeinschaft  | Valencianische Gemeinschaft           | Regional Preferente (4 Gruppen)                                                                          | Primera Regional (7 Gruppen)                         | Segunda Regional (18 Gruppen)            |                                          |                                |
| Autonome Gemeinschaft Madrid | Autonome Gemeinschaft Madrid          | Preferente Aficionados (2 Gruppen)                                                                       | Primera Aficionados (4 Gruppen)                      | Segunda Aficionados (8 Gruppen)          | Tercera Aficionados (12 Gruppen)         |                                |
| Kastilien und León           | Kastilien und León                    | Primera División Regional (2 Gruppen: A und B)                                                           | Primera División Provincial (9 Gruppen)              | Segunda División Provincial (6 Gruppen)  |                                          |                                |
| Andalusien                   | Andalusien                            | Primera Andaluza (4 Gruppen)                                                                             | Regional Preferente (8 Gruppen)                      | Primera Provincial (14 Gruppen)          | Segunda Provincial (6 Gruppen)           | Tercera Provincial (2 Gruppen) |
| Balearische Inseln           | Balearische Inseln                    | Regional Preferente                                                                                      | Primera Regional                                     | Segunda Regional                         | Tercera Regional                         |                                |
| Kanarische Inseln            |                                       | |                                                      |                                          |                                          |                                |
| Provinz Las Palmas           | Interinsular Preferente de Las Palmas | Primera Regional Aficionado-Gran Canaria (2 Gruppen) - 1ª Regional Fuerteventura - 1ª Regional Lanzarote | Segunda Regional Aficionado-Gran Canaria (3 Gruppen) |                                          |                                          |                                |
| Tenerife                     | Interinsular Preferente de Tenerife   | Primera Interinsular-Tenerife (4 Gruppen)                                                                | Segunda Interinsular-Tenerife (3 Gruppen)            |                                          |                                          |                                |
| Murcia (Region)              | Murcia (Region)                       | Preferente Autonómica                                                                                    | Primera Autonómica                                   | Segunda Autonómica                       |                                          |                                |
| Extremadura                  | Extremadura                           | Regional Preferente (3 Gruppen)                                                                          | Primera Regional (4 Gruppen)                         |                                          |                                          |                                |
| Navarra                      | Navarra                               | Preferente de Navarra (2 Gruppen)                                                                        | Primera Regional (4 Gruppen)                         |                                          |                                          |                                |
| La Rioja                     | La Rioja                              | Regional Preferente                                                                                      |                                                      |                                          |                                          |                                |
| Aragonien                    | Aragonien                             | Regional Preferente (2 Gruppen)                                                                          | Primera Regional (4 Gruppen)                         | Segunda Regional (5 Gruppen)             | Segunda Regional B (1 Gruppe)            | Tercera Regional (3 Gruppen)   |
| Kastilien-La Mancha          | Kastilien-La Mancha                   | Primera Autonómica Preferente (2 Gruppen)                                                                | Primera División Autonómica (4 Gruppe)               | Segunda División Autonómica (6 Gruppen)  |                                          |                                |
| Ceuta                        | Ceuta                                 | Preferente de Ceuta                                                                                      |                                                      |                                          |                                          |                                |
| Melilla                      | Melilla                               | Preferente de Melilla                                                                                    |                                                      |                                          |                                          |                                |